# روح الموتى يشاهد
روح الموتى يشاهد هي لوحة للرسام الفرنسي بول غوغان رسمها في عام 1892.